# Peptidna vez
Peptidna vez je kovalentna kemijska vez, ki nastane z vezavo karboksilne skupine ene in amino skupine druge molekule, pri čemer se sprosti molekula vode (H2O). Največkrat taka reakcija poteče med aminokislinami, nastane molekula amid. Funkcionalni skupini -C(=O)NH- pravimo amidna skupina oz. v kontekstu beljakovin peptidna skupina.
Aminokisline imajo tako karboksilno kot amino skupino, zato lahko reakcija poteče verižno, pri čemer nastanejo polipeptidi, med katere uvrščamo tudi beljakovine, ene od osnovnih gradnikov živih bitij.
Amidi se cepijo s hidrolizo peptidne vezi. Peptidne vezi v beljakovinah so metastabilne - v prisotnosti vode se razcepijo in oddajo 10 kJ/mol proste energije, a je ta proces zelo počasen. V živih bitjih ga katalizirajo encimi peptidaze.